# Carl Klaus
Carl Klaus (* 16. Januar 1994 in Stuttgart) ist ein deutscher Fußballtorhüter, der seit 2024 beim Erstligisten 1. FC Union Berlin unter Vertrag steht.

## Karriere
Carl Klaus begann das Fußballspielen in der Jugend beim MTV Stuttgart. Im Alter von zehn Jahren wechselte er in die Jugendabteilung des VfB Stuttgart sowie 2012 in die des VfL Wolfsburg. Von 2013 bis 2015 gehörte er zum Kader der Wolfsburger U23, die in der Regionalliga Nord spielt. Am 5. Spieltag der Regionalliga Nord, dem 24. August 2014, gab er sein Debüt für die Reservemannschaft gegen den Hamburger SV II. Das Spiel endete mit einer 1:3-Heimniederlage.
Zur Saison 2015/2016 wechselte er zu den Stuttgarter Kickers in die dritte Liga. Am 1. Spieltag der 3. Liga, dem 25. Juli 2015, feierte er sein Debüt gegen den SC Fortuna Köln beim 2:1-Heimsieg. In der Saison wurde er in zwölf Spielen eingesetzt und erhielt dabei zwei rote Karten. Ebenfalls wurde er zweimal in der Reservemannschaft eingesetzt.
Nachdem er mit den Kickers in die Regionalliga abgestiegen war, wechselte er im Sommer 2016 zum spanischen Drittligisten Atlético Baleares. Am 1. Spieltag der Segunda División B, dem 20. August 2016, feierte er sein Debüt gegen den UD Levante B bei dem 0:1-Auswärtssieg. In den ersten beiden Saisons setzte er sich nicht als Stammtorhüter durch, jedoch erreichte er in der dritten Saison insgesamt 37 Einsätze in der Liga.
Nach drei Jahren in Spanien nahm ihn im August 2019 der deutsche Zweitligist SV Darmstadt 98 unter Vertrag und reagierte damit auf den Ausfall von Stammtorhüter Marcel Schuhen. Am 28. Juni 2020, dem letzten Spieltag der Saison, gab er beim 1:3-Auswärtssieg gegen den VfB Stuttgart sein Debüt für die Lilien, als er in der Nachspielzeit für Marcel Schuhen eingewechselt wurde. In der Saison 2020/21 kam er auf zwei Einsätze in der zweiten Bundesliga, da Stammkeeper Schuhen sich verletzt hatte. Zudem stand er in der 1. Runde des DFB-Pokals gegen den 1. FC Magdeburg im Tor. Mit der Mannschaft und Trainer Markus Anfang erreichte er Platz 7 in der Liga.
Nach seinem Vertragsende wechselte er zu Beginn der Saison 2021/22 zum 1. FC Nürnberg, um den Platz als zweiter Torhüter von Christian Früchtl zu übernehmen, dessen Leihvertrag im Sommer 2021 zu Ende gegangen war. Im März 2022 verlängerte Klaus seinen Vertrag in Nürnberg vorzeitig. Zur Saison 2024/25 wechselte der ablösefreie Klaus zu Union Berlin.

## Erfolge
VfL Wolfsburg U19
- Deutscher A-Jugend-Meister: 2012/13

## Privates
Während seiner aktiven Laufbahn schloss Klaus erfolgreich ein Bachelor-Studium der Psychologie ab.